# TERROR OF HOUSE
『TERROR OF HOUSE』（テラーオブハウス）は、2015年8月29日公開の日本映画。

## 概要
共同生活を送っているテレビのリアリティ番組の出演者たちが、ある新メンバーの参加を機に奇怪な現象に襲われていく様を描いた、異色のホラー映画。
監督を務めるのは、『ライフスタイル角田』名義でギャグ漫画家としても活動する、角田裕秋。
武蔵野美術大学在学中に結成したクリエイター集団「にがウーロン」のメンバーであり、本作が長編映画デビュー作品である。
2015年8月29日より、東京都・ユーロスペース渋谷でレイトショー上映された。

## ストーリー
男女6人がルームシェアをしながら、それぞれが志望する“何か”を叶えようとする姿を追跡するテレビ番組「テラーオブハウス」。
女優志望の智子や漫画家志望の由佳里、作曲家志望で作曲に打ち込む卓哉などが生活していた。
そこに、恋や夢を語り合うその生活に憧れていた、女優志望の美咲が加わることとなる。
しかし、夜中に響き渡る奇妙なノック音や、窓に不気味な女性の姿が浮かぶなど、異様な現象が起こる。
メンバーの様子にも異常を感じた美咲は、ある仮説を立てる。

## キャスト
野々村美咲
演 - 池田光咲
女優志望。20歳。もともと視聴者で番組に憧れて応募、出演にたどり着く。女優を目指すきっかけは、学芸会で「大きなカブ」をひっこぬく役を経験したこと。
松本智子
演  - 山崎真実
女優志望。27歳。
深川由佳里
演  - 小西キス
漫画家志望。24歳。シェアハウス内で作画作業するが、一向に進まない。
ロドリゲス卓哉
演  - 岡安旅人
歌手志望。27歳。シェアハウス内で作詞作曲作業するが、一向に進まない。
前田圭介
演  - 小川紘司
メイクアップアーティスト志望。21歳。
田宮篤郎
演  - 坂元パルム
芸人志望。26歳。美咲と同じタイミングでシェアハウスに同居する。なぜか集合写真に写っていない。
- 横屋敷有沙[1][2][3][4]
- 江上聖和[1][2][3][4]
- 野田和彦[1][2][3][4]
- 中村僚志[1][2][3][4]
- 國武綾[1][2][3][4]

## スタッフ
- 監督 - 角田裕秋[1][5][6][7]
- 脚本 - シーズン野田[1][5][6][7]
- 原案 -　にがウーロン[1][5][6][7]
- プロデューサー - 津田智[1][5][6][7]
- 撮影 - 壱岐紀仁[1][5][6][7]
- 美術 - 影山英理子[5][6][7]
- 音楽 - 小川明夏[5][6][7]
- 録音 - 堀田範仁[5][6][7]
- 照明 - 滝吉健[5][6][7]
- スタイリスト - 小笠原吉恵[5][6][7]
- ヘアメイク - 貞廣有希[5][6][7]
- キャスティング - 伊藤尚哉[5][6][7]
- ライン・プロデューサー - 渡辺柚紀代・加藤ふりかけ[5][6][7]
- 特殊造形 - 土肥良成[5][6][7]
- 助監督 - 佐々木勝己・島田かおり・鵜瀬美南・島大和
- 制作 - 呉羽文彦
- 企画製作 - SDP
- 協賛 - LUNDARIN
- 協力 - モーフィング

## DVD
2016年1月22日発売。
- 発売元 - SDP
- 販売元 - SDP